# Портрет Николая Васильевича Васильчикова
«Портрет Николая Васильевича Васильчикова» — картина Джорджа Доу и его мастерской из Военной галереи Зимнего дворца.
Картина представляет собой погрудный портрет генерал-майора князя Николая Васильевича Васильчикова из состава Военной галереи Зимнего дворца.
Во время Отечественной войны 1812 года Васильчиков был полковником, шефом Вятского пехотного полка, состоял в Дунайской армии, отличился при преследовании остатков Наполеоновских войск до границы Российской империи. В Заграничных походах с отличием сражался в Пруссии и был произведён в генерал-майоры.
Изображён в генеральском мундире, введённом для пехотных генералов 7 мая 1817 года, на плечи наброшена шинель (изображена с ошибкой: вместо целиком красного воротника на нём показана лишь красная выпушка по краю). Слева на груди из-под эполета видна звезда ордена Св. Анны 1-й степени. На шее кресты ордена Св. Георгия 3-го класса и ордена Св. Владимира 3-й степени, ниже их по борту мундира кресты прусских орденов Пур ле Мерит и прусского ордена Красного орла 2-й степени. Справа на груди серебряная медаль «В память Отечественной войны 1812 года» на Андреевской ленте и крест шведского Военного ордена Меча 4-й степени. С тыльной стороны картины надписи: Wassiltchikof и Geo Dawe RA pinxt . Подпись на раме с ошибкой в инициале: И. В. Васильчиковъ 3й, Генералъ Маiоръ.
7 августа 1820 года Комитетом Главного штаба по аттестации Васильчиков был включён в список «генералов, заслуживающих быть написанными в галерею». Гонорар Доу был выплачен 29 декабря 1824 года. Готовый портрет был принят в Эрмитаж 7 сентября 1825 года.